# Distribuição logística
A distribuição logística deriva do trabalho de Pierre François Verhulst, professor de análise na Faculdade Militar Belga, que utilizou esta distribuição para modelar o crescimento da população na Bélgica no início de 1800 . A teoria da probabilidade e a estatística são dois ramos da matemática onde a distribuição logística é classificada como sendo uma distribuição de probabilidade contínua. Um aspeto peculiar é que a distribuição de Tukey Lambda representa uma generalização da distribuição logística, uma vez que o parâmetro {\displaystyle \lambda } desta distribuição, quando igualado a zero, corresponde à distribuição logística.

## Notação
Seja {\displaystyle X} uma variável aleatória contínua. Se {\displaystyle X} segue uma distribuição logística com parâmetros {\displaystyle \mu } e {\displaystyle s}, denota-se por {\displaystyle X\sim L(\mu ,s)}, onde {\displaystyle \mu } representa o parâmetro de localização e {\displaystyle s} o parâmetro de escala .
Quando {\displaystyle \mu =0} e {\displaystyle s=1}, a distribuição logística é designada por distribuição logística padrão ou standard, {\displaystyle X\sim L(0,1)}.

## Função densidade de probabilidade

Figura 1 — Gráfico da função densidade de probabilidade

A função densidade de probabilidade, abreviada por f.d.p.. Para a variável aleatória {\displaystyle X}, é dada por:
{\displaystyle f(x;\mu ,s)={\dfrac {e^{-\left({\dfrac {x-\mu }{s}}\right)}}{s\left[1+e^{-\left({\dfrac {x-\mu }{s}}\right)}\right]^{2}}}}, onde {\displaystyle x,\mu \in R} e {\displaystyle s>0} .
Os parâmetros de localização e de escala influenciam a representação gráfica da f.d.p. da distribuição logística. Na Figura 1, é possível observar que, para diferentes valores do parâmetro de localização, a função desloca-se ao longo do eixo das abcissas. O parâmetro de escala influencia a função em termos da sua altura. Consoante os diferentes valores de {\displaystyle s}, a função pode se tornar mais alta e achatada ou mais baixa e larga. Em geral, a f.d.p. é unimodal e possui apenas um único máximo global (na Figura 1, representa o "pico" da função).
A função secante hiperbólica, designada por {\displaystyle sech}, é dada por {\displaystyle sech(x)={\dfrac {2}{e^{x}+e^{-x}}}}. A f.d.p. pode ser escrita em termos do quadrado desta função. Assim, é possível reescrever a f.d.p. usando {\displaystyle sech^{2}}, de tal forma que se obtém a seguinte expressão:
{\displaystyle f(x;\mu ,s)={\dfrac {1}{s\left[e^{\dfrac {x-\mu }{2s}}+e^{-\left({\dfrac {x-\mu }{2s}}\right)}\right]^{2}}}={\dfrac {1}{4s}}sech^{2}\left({\dfrac {x-\mu }{2s}}\right)}, onde {\displaystyle x,\mu \in R} e {\displaystyle s>0}.

## Função distribuição

Figura 2 — Gráfico da função distribuição

A função distribuição para a variável aleatória {\displaystyle X} é dada por:{\displaystyle F(x;\mu ,s)={\dfrac {1}{1+e^{-\left({\dfrac {x-\mu }{s}}\right)}}}}, onde {\displaystyle x,\mu \in R} e {\displaystyle s>0} .
A função logística é definida por {\displaystyle f(x)={\dfrac {1}{1+e^{-x}}}}. Verifica-se pela expressão da função distribuição que esta se assemelha à função logística. Deste modo, o gráfico da Figura 2 é muito semelhante ao gráfico da função logística. Pela Figura 2, observa-se que, para diferentes valores de {\displaystyle \mu } e {\displaystyle s}, a curva exibe um crescimento exponencial mais ou menos acentuado.
A função tangente hiperbólica, designada por {\displaystyle tanh}, é dada por {\displaystyle tanh(x)={\dfrac {e^{x}-e^{-x}}{e^{x}+e^{-x}}}}. A função distribuição pode ser escrita usando a função {\displaystyle tanh}. Assim, a expressão anterior da função distribuição é reescrita obtendo-se
{\displaystyle F(x;\mu ,s)={\dfrac {1}{2}}+{\dfrac {1}{2}}tanh\left({\dfrac {x-\mu }{2s}}\right)}, onde {\displaystyle x,\mu \in R} e {\displaystyle s>0}.

## Função quantil
A inversa da função distribuição é designada por função quantil, sendo representada por:
{\displaystyle Q(p;\mu ,s)=\mu +slog\left({\dfrac {p}{1-p}}\right)}, onde {\displaystyle x,\mu \in R}, {\displaystyle s>0} e {\displaystyle 0<p<1}.
Note-se que a função quantil é uma generalização da função logit. Assim, a função quantil pode ser reescrita obtendo-se
{\displaystyle Q(p;\mu ,s)=\mu +slogit(p)}, onde {\displaystyle 0<p<1}.
Além disso, a derivada da função quantil é dada por
{\displaystyle Q'(p;\mu ,s)={\dfrac {s}{p(1-p)}}}, onde {\displaystyle x,\mu \in R}, {\displaystyle s>0} e {\displaystyle 0<p<1}.

## Parametrização alternativa
Uma parametrização alternativa pode ser feita se considerar que o parâmetro {\displaystyle s} possa ser substituído por {\displaystyle q\sigma }, onde {\displaystyle q={\dfrac {\sqrt {3}}{\pi }}}; e {\displaystyle \sigma } passa a ser o novo parâmetro a ter em conta.
Assim, a f.d.p. e a função distribuição para a variável aleatória {\displaystyle X} podem ser reescritas, respetivamente, tendo em conta as seguintes expressões:
{\displaystyle f(x;\mu ,s)={\dfrac {\pi }{\sigma {\sqrt {3}}}}{\dfrac {e^{-\left({\dfrac {\pi (x-\mu )}{\sigma {\sqrt {3}}}}\right)}}{\left[1+e^{-\left({\dfrac {\pi (x-\mu )}{\sigma {\sqrt {3}}}}\right)}\right]^{2}}}}   e   {\displaystyle F(x;\mu ,s)={\dfrac {1}{1+e^{-\left({\dfrac {\pi (x-\mu )}{\sigma {\sqrt {3}}}}\right)}}}}, onde para ambas {\displaystyle x,\mu \in R} e {\displaystyle \sigma >0}.

## Propriedades
As propriedades mais importantes de uma distribuição dizem respeito ao valor esperado (também designado por esperança ou média), variância, moda, mediana e função geradora de momentos. Assim, considerando a variável aleatória {\displaystyle X}, as propriedades desta são dadas pelas seguintes expressões, respetivamente  :
{\displaystyle E(X)=\int \limits _{-\infty }^{\infty }\displaystyle xf(x)=\int \limits _{-\infty }^{\infty }\displaystyle {\dfrac {xe^{-\left({\dfrac {x-\mu }{s}}\right)}}{s\left[1+e^{-\left({\dfrac {x-\mu }{s}}\right)}\right]^{2}}}=\mu }
{\displaystyle V(X)=E(X)-(E(X))^{2}=\int \limits _{-\infty }^{\infty }\displaystyle {\dfrac {x^{2}e^{-\left({\dfrac {x-\mu }{s}}\right)}}{s\left[1+e^{-\left({\dfrac {x-\mu }{s}}\right)}\right]^{2}}}-\mu ^{2}={\dfrac {s^{2}\pi ^{2}}{3}}}
{\displaystyle Moda=Mediana=\mu }
{\displaystyle M(t)=e^{\mu t}\Gamma ({1-st})\Gamma ({1+st}),|t|<{\dfrac {1}{s}}}
Note-se que na expressão da função geradora de momentos, a letra {\displaystyle \Gamma } designa a função gama.
Outras duas propriedades que não são muito estudadas são a assimetria e a curtose. A assimetria é uma propriedade que referencia a assimetria da distribuição; e para este caso, a medidade de assimetria é {\displaystyle 0}, uma vez que a distribuição logística é simétrica . Enquanto a curtose é uma medida de forma que caracteriza o achatamento da curva da f.d.p. das distribuições. Para a distribuição em causa, o valor da curtose é {\displaystyle 1,2} . Pelo facto da f.d.p. desta distribuição ser muito semelhante à f.d.p. da distribuição normal, o valor da curtose, ao ser um valor positivo maior que zero, significa que a distribuição logística é mais alta e afunilada que a distribuição normal .

## Aplicações
A distribuição logística foi investigada pela primeira vez pelo matemático francês Pierre Verhulst nas décadas de 1830 e 1840; e recebeu seu nome num artigo de 1929 de Reed e Berkson . Embora o interesse original de Verhulst tenha sido no estudo da demografia e na modelagem de populações humanas, um dos principais usos da distribuição logística historicamente tem sido em estatística, como uma ferramenta, na chamada regressão logística .
Ainda hoje, no entanto, a distribuição logística é uma ferramenta frequentemente utilizada na análise de sobrevivência, onde é preferível sobre distribuições qualitativamente similares, por exemplo, à distribuição normal . As ferramentas derivadas e inspiradas pela distribuição logística são geralmente usadas para representar dados de tolerância em várias ciências da vida, incluindo zoologia e fisiologia; e a própria distribuição é usada em finanças matemáticas para modelar o risco de vários ativos financeiros . A distribuição logística também pode modelar uma série de fenômenos, incluindo a disseminação de doenças, crescimento celular e a disseminação de inovações .
Um facto interessante é que a Federação de Xadrez dos Estados Unidos e a Federação Mundial de Xadrez (FIDE) usam a distribuição logística para calcular o nível de habilidade relativa dos jogadores de xadrez . Anteriormente, ambos usavam a distribuição normal .

## Aplicação nosoftwareR

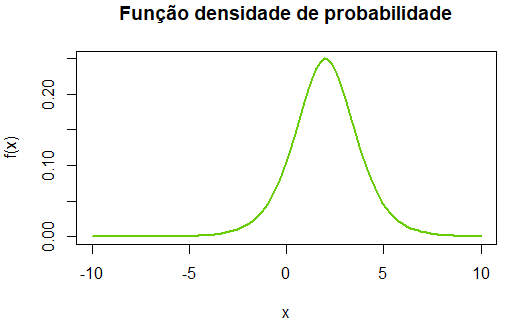
Figura 4 — Gráfico da f.d.p. para a sequência definida

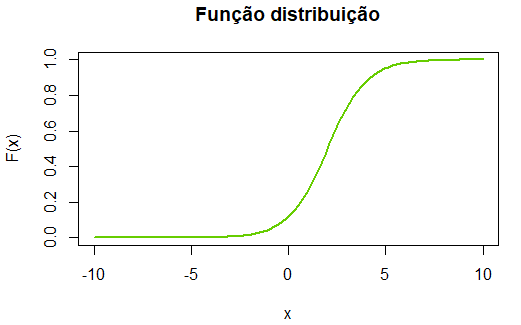
Figura 6 — Gráfico da função distribuição para a sequência definida

No software R, para usar a distribuição logística, é necessária a instalação do package stats que contém os comandos referentes à f.d.p., à função distribuição e à função quantil . Além disso, também é possível gerar números aleatórios que seguem esta distribuição . Para se usar os comandos, é crucial definir primeiro os parâmetros de localização e escala. Note-se que se estes parâmetros não forem definidos previamente, o software R assume por defeito que o parâmetro de localização é {\displaystyle 0} e o parâmetro de escala é {\displaystyle 1}.
Existindo um package que contém as funções essenciais da distribuição logística, não é necessário o utilizador definir essas funções. No entanto, para exemplos ilustrativos, realizou-se um pequeno exercício que demonstra que aodefinir a função ou utilizar os comandos do R, para um determinado valor de uma sequência, os resultados são iguais. Os scripts do R encontram-se nas Figuras 3, 5, 7 e 8.
Suponha-se que se considera os parâmetros de localização e escala definidos por {\displaystyle \mu =2} e {\displaystyle s=1}, respetivamente, e define-se {\displaystyle x} como sendo uma sequência de valores entre {\displaystyle -10} e {\displaystyle 10} de tamanho {\displaystyle 100}. Caso o utilizador queira definir ele próprio a f.d.p., deve utilizar o comando function() e inserir a expressão correspondente. Através do comando plot(), pode-se ter acesso ao gráfico da f.d.p. definida para a sequência de valores de {\displaystyle x}. No script da Figura 3, definiu-se a função da f.d.p., fez-se o gráfico desta função que pode ser visto na Figura 4 e, por fim, para um valor da sequência, {\displaystyle x=6}, determinou-se o valor da função neste ponto. Em seguida, utilizou-se o comando do R, dlogis(), que representa a f.d.p. já definida pelo próprio software; e calculou-se também para o mesmo valor da sequência definido anteriormente. É espectável que, estando todos os comandos bem definidos, o valor é exatamente igual. Assim, considerando ambos os comandos, o valor da f.d.p., para {\displaystyle x=6}, é dado por {\displaystyle 0,0177}.

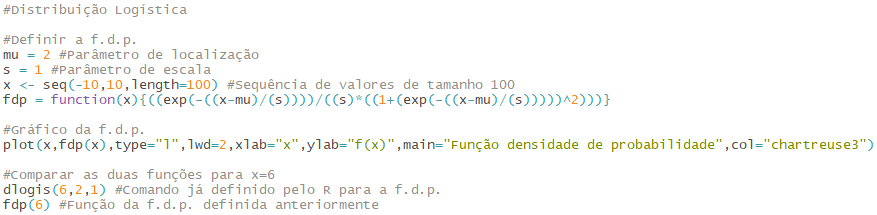
Figura 3 — Script da f.d.p.

Realizou-se o mesmo processo para a função distribuição. O comando do R para esta função é designado por plogis(). O valor da sequência escolhido foi {\displaystyle 5}. E, tal como seria de esperar, para ambos os comandos, o valor da função distribuição para {\displaystyle x=5} é dado por {\displaystyle 0,9526}. Na Figura 5, visualiza-se o script do R para a função distribuição; e o gráfico desta função, para a sequência de valores definida no script, encontra-se na Figura 6.

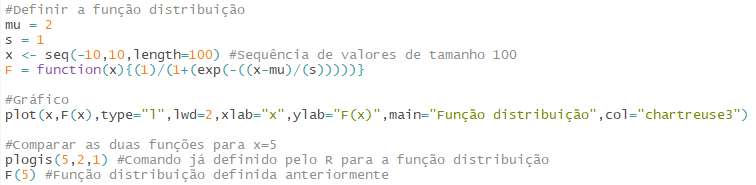
Figura 5 — Script da função distribuição

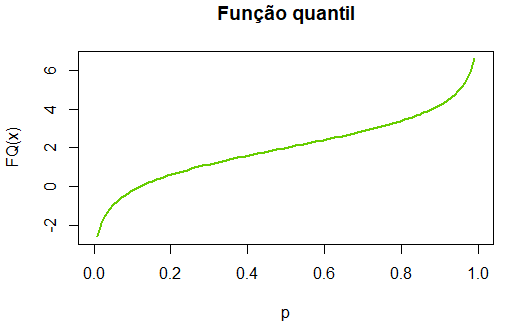
Figura 9 — Gráfico da função quantil para a sequência definida

A função quantil é representada pelo comando qlogis(). Uma vez que esta função é definida por um logaritmo, ela apenas calcula quantis para valores entre {\displaystyle 0} e {\displaystyle 1}. Definiu-se a função quantil também pelo comando function() e, para fazer a sua representação gráfica, considerou-se uma sequência de valores para {\displaystyle p} entre {\displaystyle 0} e {\displaystyle 1} de tamanho {\displaystyle 100}, tendo obtido a Figura 9. Em seguida, calculou-se o 1º Quartil, para {\displaystyle p={\dfrac {1}{4}}}; a mediana, para {\displaystyle p={\dfrac {1}{2}}}; e o 3º Quartl, para {\displaystyle p={\dfrac {3}{4}}}, usando o comando já existente no R e a função definida, com parâmetros dados por {\displaystyle \mu =2} e {\displaystyle s=1}. Na Figura 8, encontra-se o script do R para a função quantil. Assim, para o 1º Quartil, obteve-se uma quantil de {\displaystyle 0,9014}; para a mediana, um quantil de {\displaystyle 2,0000}; e, para o 3º Quartil, um quantil de {\displaystyle 3,0986}, usando ambos os comandos.

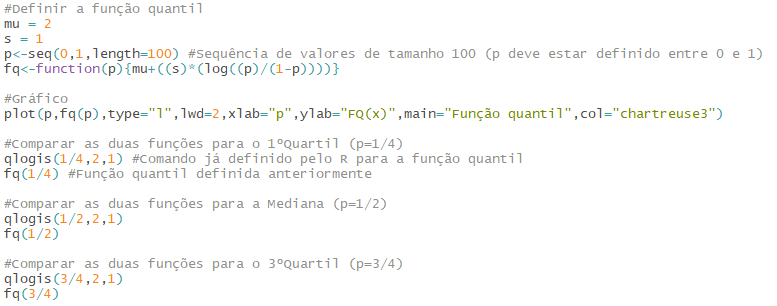
Figura 8 — Script da função quantil

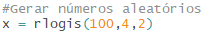
Figura 7 — Script da geração de números aleatórios

Para os exemplos anteriores, considerou-se um valor inicial fixo. No entanto, o comando rlogis() permite gerar valores aleatórios da distribuição em causa para um determinando conjunto de observações. No script do R da Figura 7, gerou-se {\displaystyle 100} observações da distribuição logística, com parâmetros {\displaystyle 4} e {\displaystyle 2} para a localização e escala, respetivamente.
Todas as distribuições possuem um package, que utilizando o software R, o utilizador tem acesso às funções que lhes são correspondentes. Assim, uma vez que todas as distribuições são cruciais para diversos estudos, graças a esses packages não é necessário que o utilizador perca tempo em definir cada uma das funções.